# 海津町立高須小学校平原分校
海津町立高須小学校平原分校（かいづちょうりつ たかすしょうがっこう　ひらはらぶんこう）は、かつて岐阜県海津郡海津町（現・海津市）に存在した公立小学校の分校。

## 概要
- 高須小学校の分校であり、現在の海津市海津町平原に存在した。1968年廃校。
- 元は今尾町の今尾小学校の分校であったが、1955年に平原地区が海津町に編入されたことにより、高須小学校に移管された。

## 沿革
- 1873年（明治6年）4月14日 - 安八郡内野村に真澄第三舎が開校。
- 1875年（明治8年） - 内野村、成田村、下成田村が合併し、平原村が発足。
- 1879年（明治12年） - 平原学校に改称する。
- 1886年（明治19年）4月 - 平原簡易科小学校に改称する。
- 1897年（明治30年）
  - 4月1日 - 今尾町、高田村、三郷村、仏師川村、平原村、土倉村、脇野村、西島村が合併し、今尾町が発足。
  - 9月 - 平原尋常小学校に改称する。平原尋常小学校の運営は高須町に委託する。
- 1903年（明治36年）8月25日 - 今尾尋常高等小学校に統合され、平原分教場となる。
- 1941年（昭和16年）4月1日 - 今尾国民学校平原分教場に改称する。
- 1947年（昭和22年）4月1日 - 今尾町立今尾小学校平原分校に改称する。
- 1955年（昭和30年）2月1日 - 平原地区が海津町に編入される。これにより平原分校は海津町に移り、海津町立高須小学校平原分校となる。
- 1968年（昭和43年）4月1日 - 廃校。